# Michiyo Tsujimura

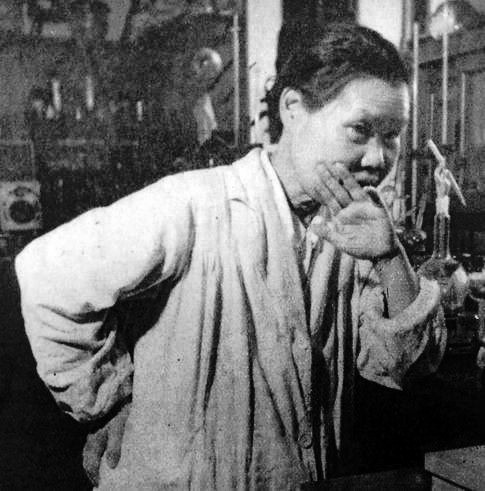
Tsujimura Michiyo

Michiyo Tsujimura (japanisch 辻村 みちよ Tsujimura Michiyo; * 17. September 1888 im Landkreis Nord-Adachi (heute Stadt Okegawa) der Präfektur Saitama, Japan; † 1. Juni 1969 in Toyohashi, Japan) war eine japanische Agrarwissenschaftlerin, Biochemikerin und Hochschullehrerin. Sie war die erste Frau in Japan, die einen Doktortitel in Landwirtschaft erhielt. Sie erforschte die Bestandteile von grünem Tee.

## Leben und Werk
Sie studierte an der Tōkyō joshi shihan-gakkō („Pädagogische Frauenschule Tokio“, engl. "Tokyo Prefectural Women's Normal School"), die sie 1909 abschloss, und anschließend in der Abteilung für Biochemische Wissenschaften an der Tōkyō joshi kōtō-shihan-gakkō („Pädagogische Frauenoberschule Tokio“ engl. "Tokyo Women's College"). 1913 wurde sie Lehrerin an der Yokohama kōtō-jogakkō („Frauenoberschule Yokohama“, engl. "Yokohama High School for Women") in Kanagawa und 1917 an der Saitama joshi shihan-gakkō („Pädagogische Frauenschule Saitama“, engl. "Saitama Women's Normal School").
Sie begann 1920 als Laborassistentin an der Kaiserlichen Universität Hokkaidō zu forschen. Zu dieser Zeit nahm die Universität keine Studentinnen auf, daher arbeitete sie in einer unbezahlten Stelle im Ernährungs- und Lebensmittellabor der Abteilung für Agrarchemie. Dort widmete sie sich der Erforschung der heimischen Seidenraupen und deren Ernährung. 1922 wechselte sie an das Labor für Medizinische Chemie der Medizinischen Fakultät der Kaiserlichen Universität Tokio. Da das medizinische Labor 1923 durch das Kanto-Erdbeben vollständig zerstört wurde, wechselte Tsujimura an das wissenschaftliche Forschungsinstitut RIKEN. Sie wurde dort Forschungsstudentin im Labor von Umetarō Suzuki und forschte im Bereich Lebensmittelchemie, Ernährungschemie und biologische Chemie.
Tsujimura konzentrierte ihre Forschungen auf grünen Tee, über dessen chemische Zusammensetzung wenig bekannt war. 1924 entdeckten sie und Seitarō Miura das Vorhandensein von Vitamin C in den Blättern, aus denen der Aufguss zubereitet wurde, und veröffentlichten einen Artikel mit ihren Ergebnissen im Journal der Japan Society for Bioscience, Biotechnology, and Agrochemistry. Ihre Forschungsergebnisse führten zu einem Anstieg der Grüntee-Exporte nach Nordamerika.
1929 isolierte Tsujimura das Flavonoid Catechin, das dem Aufguss einen bitteren Geschmack verleiht, und im folgenden Jahr gelang es ihr, dieses in Form von Kristallen zu extrahieren. 1932 veröffentlichte sie ihre Dissertation mit beiden Entdeckungen mit dem Titel „Über die chemischen Bestandteile des grünen Tees“, mit der sie als erste Frau in ihrem Land einen Doktortitel in Landwirtschaft erlangte. Sie verfolgte die Forschungsrichtung noch einige Jahre und 1934 gelang es ihr, Gallocatechin in grünem Tee zu isolieren. 1935 patentierte sie ihre Methode zur Gewinnung von Vitamin-C-Kristallen aus Pflanzen.
1949 wurde Tsujimura zur Professorin an der Frauenuniversität Ochanomizu ernannt und wurde die erste Dekanin der Fakultät für Hauswirtschaft. Sie ging 1955 in den Ruhestand, unterrichtete jedoch bis 1963 als Professorin an der Jissen-Frauenuniversität in Tokio und wurde dann emeritierte Professorin. 
Sie starb 1969 im Alter von 80 Jahren in Toyohashi.
Am 17. September 2021 wurde zu ihrem 133. Geburtstag ein Google Doodle veröffentlicht.

## Ehrungen
- 1956: Japan-Preis für Agrarwissenschaften
- 1968: Orden der Edlen Krone Vierter Klasse
- In ihrem Geburtsort Okegawa gibt es ein Steindenkmal zu Ehren ihrer Leistungen

## Veröffentlichungen (Auswahl)
- On Tea Tannin Isolated from Green Tea. Bulletin of the Agricultural Chemical Society of Japan, 6 (6–9), 1930, S. 70–75. doi:10.1080/03758397.1930.10856940.